# The Medieval Review
The Medieval Review, precedentemente Bryn Mawr Medieval Review, è una rivista accademica online di revisione paritaria fondata nel 1993. Originariamente la rivista era pubblicata dall'Università di Washington, dal 1995 al 2007 dalla Western Michigan University; dal 2007 è pubblicata dall'Università dell'Indiana. La rivista recensisce libri su temi medievali. Il caporedattore è Deborah Mauskopf Deliyannis (Università dell'Indiana). La rivista opera come una lista di distribuzione moderata via e-mail ed è una delle più vecchie riviste in formato digitale esistenti.